# الخيام (سيئون)

تعديل مصدري - تعديل

الخيام هي إحدى قرى عزلة سيئون بمديرية سيئون التابعة لمحافظة حضرموت، بلغ تعداد سكانها 1122 نسمة حسب تعداد اليمن لعام 2004.